# Carl Friedrich Cless
Carl Friedrich Cless (* 31. Dezember 1797 in Heidenheim an der Brenz; † 29. April 1861 in Kuchen) war ein deutscher Pfarrer und Schriftsteller.

## Leben
Als Sohn des Diakons David Friedrich Cless (1768–1810) geboren, studierte Cless Evangelische Theologie in Tübingen und Heidelberg. Während seines Studiums wurde er Renonce der Tübinger Burschenschaft Arminia und 1817 Mitglied der Alten Heidelberger Burschenschaft. Nach seinem Studium war er von 1820 bis 1821 als Pfarrvikar in Welzheim tätig, wo er dann bis 1824 Pfarrer oder Pfarrverweser war. Nach kurzer Station 1824 in Steinenberg war er bis 1833 Pfarrer in Holzheim. Gleichzeitig war er Direktor der Schulkonferenz in Göppingen. Von 1833 bis 1847 war er Pfarrer in Tüngental, 1847 in Sontheim an der Brenz und ab 1858 in Kuchen. Cless war Mitglied im Verein für Vaterlandskunde.

## Veröffentlichungen (Auswahl)
- Gutachten über das in Würtemberg neu einzuführende Gesangbuch. Zur Empfehlung desselben an die gebildeten Stände des Vaterlands. Schwäbisch Hall 1841.
- Beschreibung des Bezirks Thüngenthal, Oberamts Hall. Schwäbisch Hall 1842.
- Sechs Königs-Lieder bei verschiedenen Anlässen gedichtet und auf die Zeit des Regierungs-Jubiläums Seiner Majestät König Wilhelms von Würtemberg herausgegeben. Schwäbisch Hall 1842.
- Vaterländische Reiselieder zumeist von Oberschwaben und vom Bodensee. Schwäbisch Hall 1843.
- Grundzüge zum Entwurf einer neuen Verfassung für die evangelische Kirche in Württemberg. Giengen 1849.
- Die Sonntags-Feier in Württemberg, ihr Ursprung, Bedeutung, Zerfall und Gesetzgebung. Eine kirchenrechtlich-, kirchengeschichtliche Abhandlung, zunächst für Theologen aber auch für Gebildete aus den weltlichen Ständen. Giengen a. d. Brenz 1852.